# Sunset Bay (Nueva York)
Sunset Bay es un lugar designado por el censo ubicado en el condado de Chautauqua en el estado estadounidense de Nueva York. En el año 2010 tenía una población de 660 habitantes.

## Geografía
Sunset Bay se encuentra ubicado en las coordenadas 42°33′39.47″N 79°7′49.18″O / 42.5609639, -79.1303278.